# نافاس دي سان خوان
بلدية نافاس دي سان خوان (بالإسبانية: Navas de San Juan) هي بلدية تقع في مقاطعة خاين التابعة لمنطقة أندلوسيا جنوب إسبانيا.

## الديموغرافيا
بلغ عدد سكان بلدية نافاس دي سان خوان 5.000 نسمة عام 2011 (وفقاً للمعهد الوطني للإحصاء الإسباني).
| 5.363 | 5.251 | 4.974 | 5.083 | 5.052 | 5.030 | 5.000 |